# Raviola di ricotta nissena

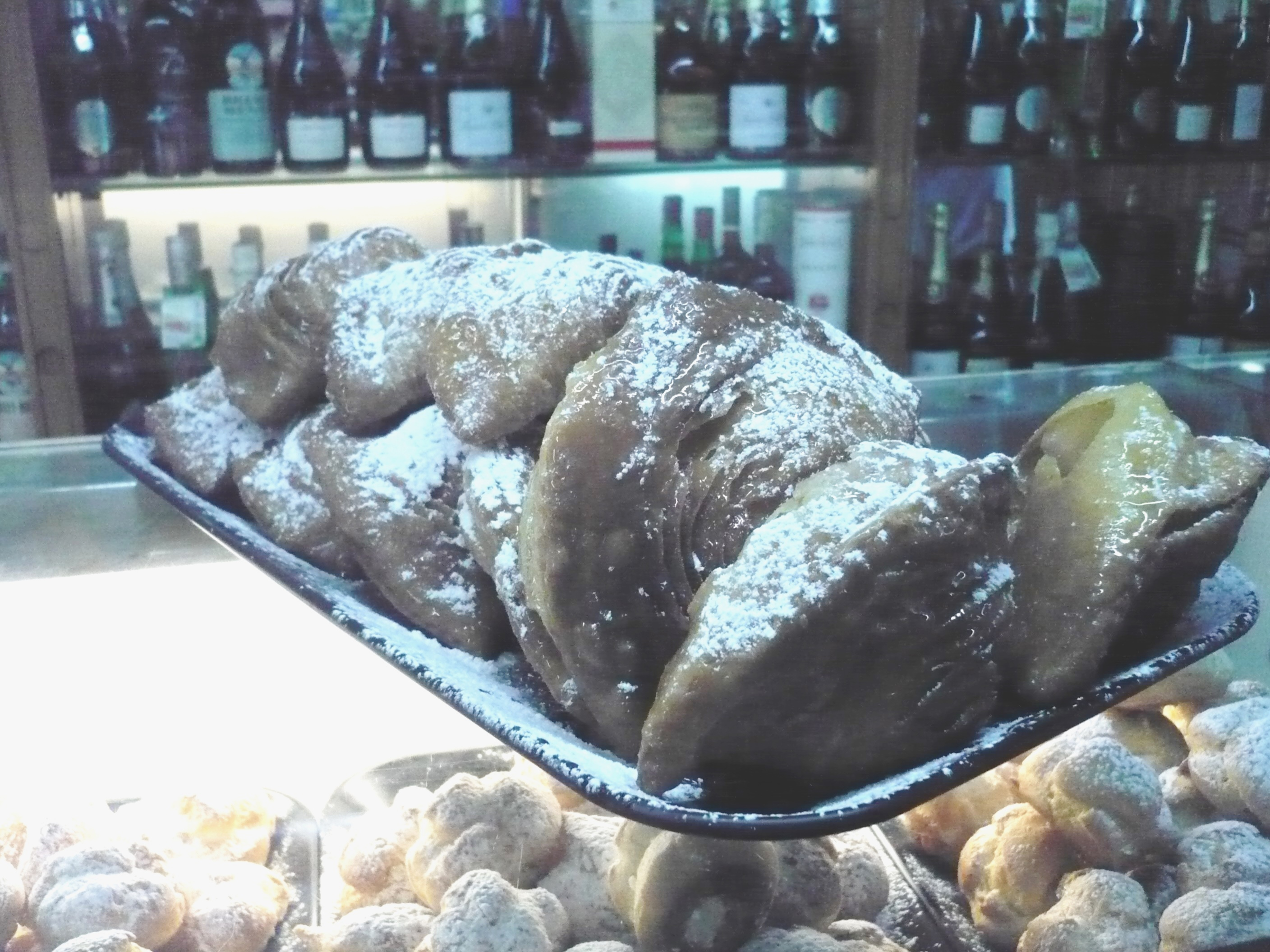
Raviola di ricotta nissena

La raviola di ricotta nissena è un dolce fritto fatto con pasta sfoglia e ripieno di ricotta tipico della città di Caltanissetta; da non confondere con la raviola fritta catanese simile nella forma ma a differenza di questa è fatta con la pasta sfoglia.
Questo dolce, tipico della tradizione pasticciera nissena, solitamente non si produce d'estate, perché il lardo con le temperature estive è fuso e difficilmente utilizzabile per ungere gli strati di pasta sfoglia.
Esiste una versione senza il ripieno di ricotta che è nota come guastedda dolce nissena, questa di presenta sotto forma di dischi e non di mezze lune come la raviola di ricotta nissena.

## Preparazione

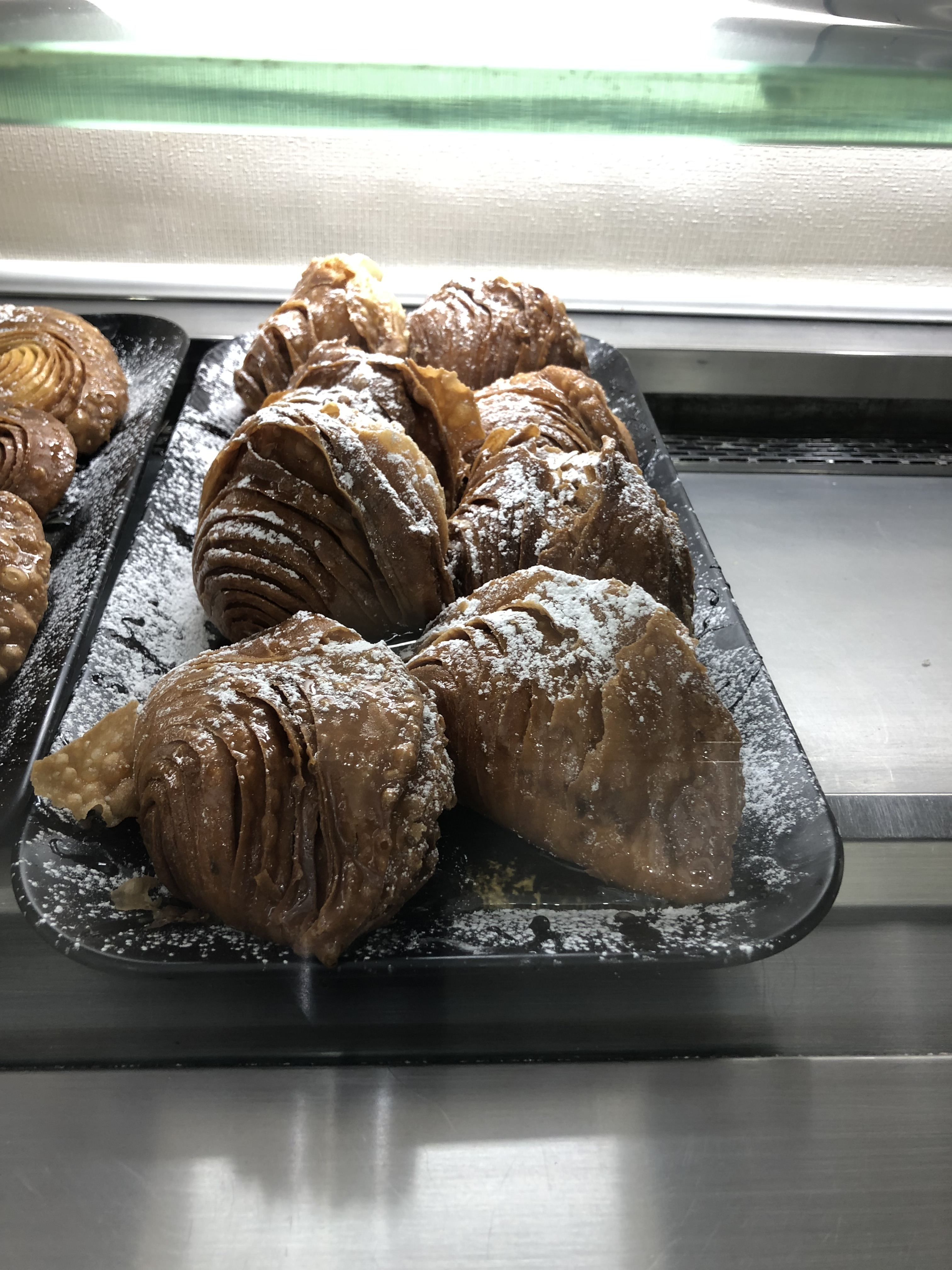
Raviole di ricotta nissene, a sinistra si intravedono le guastette dolci nissene

Farina di grano tenero, ricotta di pecora zuccherata, miele e rigorosamente strutto come grasso per friggere.
La pasta viene stesa e appiattita su un grande tavolo di marmo, quindi spennellata con strutto che non deve essere liquido, quindi arrotolata in un rotolo (molto simile a un Swiss roll, ma con molti più strati). Vengono creati dei dischi che vengono riempiti con abbondante ricotta e poi ripiegati per formare dei semicerchi. La pasta viene cotta fino a quando gli strati si separano e si colorano (vedi reazione di Maillard), formando le creste caratteristiche della raviola. Creste che tratterranno abbondantemente il miele fuso spennellato sul dolce.
Rispetto alla sfogliatella riccia napoletana, la raviola di ricotta nissena non ha la tipica forma a conchiglia ed è molto più grande e pesante, in genere non meno di 200 gr, ed è inoltre spennellata con abbondante miele fuso che contrasta e si amalgama con il sapore della pasta fritta.